# Drentwede
Drentwede község Németországban, Alsó-Szászországban, a Diepholzi járásban. Lakosainak száma 1016 fő (2023. december 31.).